# Aivars Lembergs

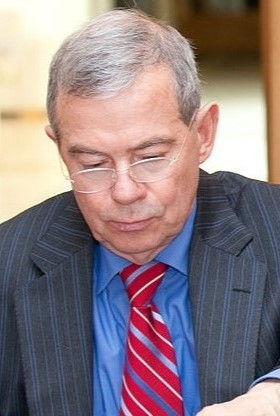
Aivars Lembergs (2012)

Aivars Lembergs (* 26. September 1953 in Jēkabpils) ist ein lettischer Politiker, Unternehmer und Oligarch. Von 1988 bis 2021 war er Bürgermeister von Ventspils.

## Leben
Aivars Lembergs schloss nach dem Schulbesuch in Jēkabpils 1977 ein Studium der Wirtschaftswissenschaften an der Universität Lettlands in Riga ab.

### Politische Laufbahn
Lembergs war Mitglied der Kommunistischen Partei Lettlands und wurde einer ihrer Funktionäre in Ventspils. Im Jahr 1988 wurde er das erste Mal zum Bürgermeister von Ventspils gewählt und seither mehrfach wieder gewählt. Der von ihm im Jahr 1994 gegründeten Partei Latvijai un Ventspilij (Für Lettland und Ventspils) gelang es, die lokale politische Szene über lange Zeit zu dominieren, sie gewann die Kommunalwahlen 1997, 2001, 2005, 2009 und 2013. Das Amt als Bürgermeister musste Lembergs im Rahmen der Ermittlungen gegen ihn zuletzt ruhen lassen, wollte aber bei der Kommunalwahl 2021, trotz zwischenzeitlicher Verurteilung, wieder als Spitzenkandidat antreten.
Aivars Lembergs wurde von seinen Anhänger als der „Engel von Ventspils“ verehrt. Das Wahlbündnis Zaļo un Zemnieku savienība, dem sich Lembergs Regionalpartei Latvijai un Ventspilij bei landesweiten Wahlen anzuschließen pflegt, benannte ihn im Jahre 2010 – erfolglos – als Kandidaten für das Amt des lettischen Ministerpräsidenten.

### Strafverfahren und Verurteilung
Aivars Lembergs ist einer der reichsten Bürger von Lettland. Im Dezember 2005 leitete die lettische Generalstaatsanwaltschaft erstmals ein Strafverfahren wegen Amtsmissbrauchs gegen Lembergs ein, nachdem er versucht hatte, den Regierungskommissar Ojārs Grinbergs, der Lembergs’ Geschäfte im Freihafen von Ventspils untersuchen sollte, daran zu hindern. Im März 2007 wurde er verhaftet und der Bestechung, der Geldwäsche und des Machtmissbrauchs angeklagt. Vier Monate verbrachte er in Untersuchungshaft in Riga. Danach stand er etwa ein Jahr lang unter Hausarrest. Bei einem weiteren Strafverfahren 2009/2010 ging es um die „Lembergs-Stipendienliste“, in der die Politiker aufgeführt sind, die Lembergs finanziert und zur Durchsetzung seiner Ziele eingesetzt hatte.
Im Februar 2021 wurde Lembergs wegen 19 Straftaten, darunter Bestechung, Geldwäsche, Urkundenfälschung und Verschleierung seiner Vermögensverhältnisse, zu fünf Jahren Haft und einer Geldstrafe verurteilt. Den Großteil seinen Vermögens hatte er ins Ausland geschafft und es unter anderem in Großbritannien angelegt. Im November 2024 verhängte die britische Regierung Sanktionen gegen Lembergs, wie auch gegen Isabel dos Santos. Die Kontensperre gilt auch für seine Tochter Līga Lemberga.

### Fürsprecher der wirtschaftlichen Interessen Russlands
Lembergs gilt als einer der Fürsprecher der wirtschaftlichen Interessen Russlands in Lettland. 2017 warb er dafür, das Angebot von Gazprom anzunehmen, den Hafen von Ventspils zum Hauptstützpunkt bei der Verlegung der Rohre der geplanten Gasleitung Nord Stream 2 zu machen. Das lettische Außenministerium hingegen lehnt dies ab, da es befürchtet, dass, wenn Gazprom einen wichtigen Sektor der lettischen Infrastruktur kontrolliert, dies von Russland genutzt werden würde, um politischen Druck auszuüben.

## Auszeichnungen
Lembergs wurde 2000 der lettische Drei-Sterne-Orden dritter Klasse verliehen.